# جهنده‌ماهی گوادالوپه
جهنده‌ماهی گوادالوپه (نام علمی: Percina apristis) نام یک گونه از سرده جهنده‌ماهی‌های شکم‌زبر است.